# Cieśnina Surabaja
Cieśnina Surabaja (indonez. Selat Surabaya) — cieśnina w Indonezji łącząca Morze Jawajskie z cieśniną Madura. Oddziela zachodnią część Madury od Jawy. Droga wodna ma długość ok. 93 km i szerokość 1,8 km. Północne wejście do cieśniny znajduje się między Ujung Pangkah na Jawie i Tanjung Modung, będącą najdalej na północny zachód wysuniętą częścią Madury.